# Osbeckia buxifolia
Osbeckia buxifolia är en tvåhjärtbladig växtart som beskrevs av George Arnott Walker Arnott. Osbeckia buxifolia ingår i släktet Osbeckia och familjen Melastomataceae. Inga underarter finns listade i Catalogue of Life.